# José Mauri
José Agustín Mauri (født 16. maj 1996 i Realicó) er en italiensk fodboldspiller.  